# Vex
Vex (tyska: Vesch) är en ort och kommun i distriktet Hérens i kantonen Valais, Schweiz. Kommunen har 1 929 invånare (2023).